# 26-Meter-Klasse der DGzRS
Die 26-Meter-Klasse war die zweite Bauserie moderner Seenotrettungskreuzer der Deutschen Gesellschaft zur Rettung Schiffbrüchiger (DGzRS). Die drei Seenotkreuzer der Georg Breusing-Klasse waren 1963 und 1965 auf den zwei Werften von Schweers und Abeking & Rasmussen gebaut worden. Sie schieden 1988, 1989 und 1993 aus dem aktiven Dienst bei der DGzRS aus.

## Entwicklung
Nach der erfolgreichen Einführung und Bewährung der ersten vier Seenotrettungskreuzer der Theodor-Klasse galt es weitere Kreuzer zu bauen, um die in die Jahre gekommenen Motorrettungsboote der Vorkriegszeit zu ersetzen. Nach dem gleichen Konstruktionsprinzip mit doppelter Außenhaut und Turmaufbau entstanden drei äußerst stabile und kentersichere Neubauten, die rund drei Meter länger waren als ihre Vorgänger und dank gesteigerter Motorleistung eine Höchstgeschwindigkeit von 24 Knoten erreichen konnten. Im Gegensatz zu den später gebauten Kreuzern hatten sie noch einen Rumpf aus hochwertigem Stahl, auf dem das Walfischdeck und der Turm aus seewetterfestem Aluminium aufgesetzt waren.
Wie schon die vier Vorgänger wurden die neuen Kreuzer mit drei Schiffsdieselmotoren der Maybach Mercedes-Benz Motorenbau GmbH ausgestattet. Der große Mittelmotor vom Typ MB 820 DB war der gleiche wie bei der Theodor Heuss mit einer Leistung von 1350 PS. Solche Motoren trieben auch Diesellokomotiven und Dieseltriebwagen der Deutschen Bundesbahn. Über ein Wendegetriebe wirkte er auf eine starre Schraube und verlieh dem Boot die große Endgeschwindigkeit. Die beiden Seitenmaschinen vom Typ MB 836 DB hatten eine Maximalleistung von jeweils 525 PS, mit denen allein eine Marschgeschwindigkeit von 19 Knoten erreichbar war. Zur Feinnavigation und zum schnellen Umsteuern der Richtung dienten Verstellpropeller der Escher Wyss AG, die über ein Untersetzungsgetriebe an den Motor angeflanscht waren. Alle drei Motoren leisteten zusammen 2400 PS, die für Dauerbetrieb auf 1900 PS (1100 + 2 × 400) reduziert wurden. Zusammen mit den drei Rudern hinter den Schrauben besaßen die Kreuzer hervorragende Manövriereigenschaften. Neben dem Fahrstand im inneren des Turms wurde bevorzugt der Fahrstand mit guter Übersicht im nach oben hin offenen Turm genutzt.
Dem entwickelten Bauprinzip der Seenotkreuzer entsprechend wurde in einer Heckwanne mit dem hydraulisch abklappbaren Heck ein Tochterboot von 8,50 Meter Länge mitgeführt. Wie schon die Vorgängerkonstruktion waren diese in halboffener Bauweise ausgeführt. 1982 und 1983 erfolgte ein Umbau der drei Tochterboote zu Selbstaufrichtern mit geschlossener Kajüte. Im Rumpf arbeitete ein Dieselmotor von 100 PS, der dem Boot zu 13 Knoten Fahrt verhalf. Im Einsatz bestand eine ständige Sprechfunkverbindung mit dem Kreuzer.

## Ausstattung
Als Ausrüstung besaßen die Boote zwei weitere Dieselmotoren vom Typ OM 616 die für den Antrieb von zwei Generatoren mit Scheinleistung von 13 kVA bzw. 43 kVA sorgten. Damit konnte die umfangreiche Bordausstattung zur Kommunikation und Navigation versorgt werden, die für eine sichere Schiffsführung auch bei schlechten Sichtverhältnissen erforderlich ist. Zu nennen sind Radaranlage, Sichtfunkpeilanlage, Decca-Ortungsanlage und Echolot. Eine Fremdlenz- und eine Feuerlöscheinrichtung ergänzten die Ausstattung.
Zur Seenotrettung war eine tragbare Raketenstation mit Rettungsfloß und Hosenboje an Bord. Auf dem Vordeck konnte ein Sprungnetz aufgespannt werden, um im Notfall Schiffbrüchigen eine Auffangvorrichtung beim Sprung von Bord bieten zu können. Zur medizinischen Erstversorgung gab es eine Bordapotheke.
Die Seenotkreuzer wurden von einer 4-köpfigen Stammbesatzung gefahren, von denen jeder alle an Bord anfallenden Funktionen bzw. Arbeiten durchführen konnte. Im Bedarfsfall wurden Freiwillige der jeweiligen Station mitgenommen.

## Die Kreuzer
Aus Anlass des 100-jährigen Bestehens taufte die Rettungsgesellschaft die drei Schiffe auf die Namen der Gründungsväter. Als Neubauten kamen sie auf den exponierten Stationen der Inseln Borkum und Helgoland sowie an der Elbmündung in Cuxhaven zum Einsatz, deren vorgelagerte Seegebiete von starkem Schiffsverkehr geprägt sind. In diesen schwierigen Fahrtgebieten mit Untiefen und Sandbänken konnten die Neubauten auch bei Extremwetterlagen ihre gute Seetauglichkeit beweisen.

### Georg Breusing
Erstes Schiff der Bauserie war die Georg Breusing (DGzRS-interne Nummer KRS 06), die am 98. Jahrestag der DGzRS am 29. Mai 1963 auf den Namen des Gründers des ersten ostfriesischen Rettungsvereins getauft wurde. Stationiert war sie bis 1988 durchgängig auf der Seenotrettungsstation Borkum. Als Museumsschiff wird der Kreuzer von einem privaten Förderverein in Emden in einem fahrfähigen Zustand erhalten und gepflegt.

### Arwed Emminghaus
Zwei Jahre später wurde am 100. Jahrestag der DGzRS am 29. Mai 1965 die Arwed Emminghaus mit der internen Nummer KRS 07 getauft und anschließend zur Seenotrettungsstation Cuxhaven verlegt. 1985 erfolgte noch eine Verlegung zur Seenotrettungsstation Grömitz, wo das Schiff 1993 den Dienst bei der DGzRS beendete. Der Kreuzer kann heute auf der Ostseeinsel Fehmarn besichtigt werden, wo er im Hafen von Burgstaaken aufgepallt ist.

### Adolph Bermpohl
Im gleichen Jahr wie KRS 07 konnte am 23. Oktober 1965 die Adolph Bermpohl getauft werden. Das Schiff mit der internen Nummer KRS 08 kam anschließend zur Seenotrettungsstation Deutsche Bucht/Helgoland. Sie löste dort den Prototypkreuzer HERMANN APELT ab, der in der Folge verkauft wurde. Während seiner Einsatzzeit kam es 1967 zu dem folgenschweren und tödlichen Einsatz des Kreuzers, bei dem alle vier Seenotretter den Tod fanden. Nach der Wiederherrichtung des Kreuzers für den Einsatz vor Helgoland blieb dieser noch bis 1979 auf Station und wechselte dann zur Seenotrettungsstation List auf Sylt. 1989 ging das Schiff außer Dienst und wurde an den finnischen Seenotrettungsdienst verkauft und dort 2001 verschrottet.

### Lizenzbauten
- Condor, 1965 als Yacht bei Abeking & Rasmussen gebaut, danach Arbeitsschiff, 1967 nach Brand in der Nordsee gesunken[3]
- Peacock: Lotsenboot in Astoria, Oregon (USA);[4] Baujahr 1967, außer Dienst gestellt 1999 und dem Columbia River Maritime Museum in Astoria gestiftet
- Michele Fiorillo: Seenotkreuzer CP 307 der italienischen Küstenwache Guardia Costiera, Bj. 1968, außer Dienst 2001[5]

## Tabelle der Stationierungen
| Seenotrettungskreuzer der 26-Meter-Klasse und ihre Stationierungen |                                |                         |                                 |      |                                       |                                  |                                                                      |
| DGzRS-Nr. – Name Rufzeichen                                        | Tochterboot                    | Rettungs- stationen     | Stationierungen von – bis       | Bild | Baudaten Jahr/Werft/Bau Nr.           | Taufe                            | Bemerkung – Verbleib                                                 |
| KRS 06 GEORG BREUSING Ruf: DBAS                                    | KRT 06 ENGELKE UP DE MUER Ruf: | Borkum                  | 06/1963→07/1988                 |      | Bj. 1963 Abeking & Rasmussen Nr. 5870 | 29. Mai 1963 Bremen-Vegesack     | → Emden-Ratsdelft Museumskreuzer – fahrbereit –                      |
| KRS 07 ARWED EMMINGHAUS Ruf: DBAC                                  | KRT 07 ALTE LIEBE Ruf:         | Cuxhaven Grömitz        | 05/1965→10/1985 10/1985→01/1993 |      | Bj. 1965 Schweers Nr. 6389            | 29. Mai 1965 Bremen-Vegesack     | → Island Seenotrettungsdienst → Burgstaaken (Fehmarn) Museumskreuzer |
| KRS 08 ADOLPH BERMPOHL Ruf: DBAD                                   | KRT 08 VEGESACK Ruf:           | Helgoland List auf Sylt | 10/1965→05/1979 05/1979→05/1989 |      | Bj. 1965 Abeking & Rasmussen Nr. 6170 | 23. Oktober 1965 Bremen-Vegesack | → Finnland Seenotrettungsdienst 2001 verschrottet                    |